# قارشقا تبة سي سفلي
قارشقا تبة سي سفلي هي قرية في مقاطعة بارس أباد، إيران. عدد سكان هذه القرية هو 155 في سنة 2006.